# Benjamin Banneker
Benjamin Banneker, né le 9 novembre 1731 à proximité du fleuve Patapsco dans le comté de Baltimore, dans l'actuel État du Maryland des États-Unis, et mort le 9 octobre 1806 au même endroit, est un fermier, astronome, géomètre topographe et mathématicien afro-américain. C'est une figure historique, célébrée à Baltimore et dans le Maryland. Il est le contemporain d'une autre figure historique des Afro-Américains, la poète Phillis Wheatley.

## Biographie

### Contexte
Benjamin Banneker est le témoin des changements historiques du Maryland qui est passé du statut de province partie intégrante des treize colonies britanniques en Amérique du Nord au statut d'État de la nouvelle république des États-Unis. La vie de Benjamin Banneker et celle de ses proches, leurs épreuves comme leurs réussites sont d'une certaine manières celles du Maryland durant cette fin du XVIIIe siècle.

### Jeunesse et formation

#### Sa famille
Benjamin Banneker est né dans ce qui deviendra la ville industrielle d'Oella, Maryland (en) dans le comté de Baltimore, il est l'aîné des quatre enfants de Robert, un esclave affranchi, et de Mary Banneker, la fille d'un esclave affranchi du nom de Banneki et d'une anglaise Molly Welsh,,.

##### Molly Welsh
Molly Welsh est une servante de ferme arrêtée pour le vol d'un seau de lait, jugée comme délinquante elle est déportée à la Nouvelle Angleterre où elle est cédée en tant que servante sous contrat à un planteur de tabac du Maryland, cela pour une durée de sept ans. À l'expiration de son temps de servitude, avec ses maigres économies elle achète une parcelle de terre. L'exploitation de cette parcelle étant trop difficile pour une personne seule, en 1662, elle achète deux esclaves africains sur le marché d'Annapolis sur la baie de Chesapeake. Molly Welsh et ses deux esclaves vivent pacifiquement, elle est attirée par un esclave, nommé « Banneki » qui selon ses dires serait le fils d'un chef tribal. Il se montre industrieux et aux bonnes manières. Le mariage entre une servante anglaise et un esclave africain est freiné par une loi du Maryland promulguée en 1664 qui impose une taxe de 10 000 livres de tabac pour le propriétaire de l'esclave. Après des années de travail, Molly Welsh affranchit ses deux esclaves et peut épouser « Banneki » selon la loi du Maryland de 1692. « Banneki »,par anglicisation devient « Banneker », de leur union naissent quatre enfants, dont Mary Banneker, la mère de Benjamin Banneker,,,,,,.

##### Mary Banneker et Robert Banneker
Arrivée à l'âge adulte, Mary Banneker tombe amoureuse d'un esclave d'une plantation voisine, esclave au nom de Robert. Elle paye le coût de son affranchissement et le fait baptiser, ce qui leur permet de se marier. Robert n'ayant pas de nom propre, prend celui de son épouse « Banneker »,,.

#### Jeunesse de Benjamin Banneker
Benjamin Banneker vient au monde trois mois avant George Washington. Il est né dans le comté de Baltimore, sa date est connue par une note manuscrite écrite sur la page de garde de sa Bible « Benjamin Banneker, né le 9 du mois de novembre de 1731, année de grâce de notre Seigneur Dieu ». Il est le premier né de Mary et Robert Banneker, on connait le prénom de deux de ses trois sœurs, Nina et Monta mais on ne sait rien de leur vie, et de la date de leur mort. Le jeune Benjamin Banneker grandit dans la ferme de ses parents, son caractère placide fait qu'il est aimé par tous et plus particulièrement par sa grand mère, Molly Welsh. Cette dernière lui raconte des histoires, lui apprend à lire et à écrire à partir des pages de sa Bible qu'elle a emmenée avec elle lors de son arrestation. Benjamin Banneker n'a pas suivi une scolarité classique régulière, si ce n'est pendant les mois d'hiver au sein d'une école de rang tenue par des Quakers,,,,.

#### L'autodidacte
Benjamin Banneker lit tous les livres qui lui tombent sous la main ou qu'il peut emprunter, livres  aux sujets divers, poésie, littérature, histoire, religion, mathématiques. Dès le plus jeune âge, il montre des dispositions particulières envers les démonstrations mathématiques et la résolution de jeux mathématiques,.

### Carrière

#### Les mathématiques appliquées et la conception d'une horloge
À l'âge de ses 20 ans, Benjamin Banneker élabore une horloge à carillon dont chaque pièce est taillée dans le bois par ses soins à l'aide d'un couteau de poche. Il a construit cette horloge comme la résolution d'un problème mathématique, c'est-à-dire en calculant la taille des dents des différents rouages, de leurs pignons, des rapports entre les différents rouages et engrenages. Pour le carillon il utilise des pièces de métal. Benjamin Banneker dit s'être inspiré de l'observation du mécanisme d'une montre de gousset. Cette horloge si originale devient une curiosité dans la région de Baltimore et du Maryland, de nombreuses personnes viennent admirer cette horloge qui fonctionnera pendant un peu plus de 40 ans jusqu'à la mort de Benjamin Banneker,,.

#### Le fermier solitaire
Après la mort de son père en 1759, Benjamin Banneker reprend l'exploitation de la plantation de tabac, il y réside avec sa mère jusqu'à la mort de cette dernière aux environs de l'année 1771. Il se retrouve seul, ses sœurs ont quitté la ferme familiale en se mariant avec des hommes de la région. Sa vie est uniquement consacrée à l'entretien de ses terres, du fait de sa couleur de peau, il se met en retrait de toute vie sociale afin d'éviter toute violence à son endroit.

#### Le bailleur
Pour se consacrer pleinement à ses lectures, Benjamin Banneker décide de louer ses terres, ne gardant pour lui que son potager, son verger et une parcelle de terre  à proximité de son cottage afin de continuer une activité agricole sans que celle-ci nuise à ses études.

#### Naïveté exploitée par ses métayers et voisins
Régulièrement  Benjamin Banneker doit faire face à ses métayers qui rechignent à payer leurs dus et font leur possible pour retarder les échéances. Son verger produisant des poires et des cerises particulièrement juteuses il doit limiter les cueillettes des voisins, parfois en vain, ne pouvant profiter de son travail.

#### La communauté des frères Ellicott
La vie de Benjamin Banneker va changer en 1775 avec l'arrivée des cinq frères Ellicott originaires du comté de Bucks situé dans la Province de Pennsylvanie. Ces derniers viennent d'acheter des parcelles de terres contiguës à celles de Benjamin Banneker. Les frères Ellicott décident d'installer sur leurs terres nouvellement acquises une communauté autour de l'industrie meunière, des champs de blé, à la distribution commerciale en passant par les moulins et ensachage de la farine. Communauté qui devient ultérieurement Ellicott City. Ils y ont ouvert un magasin pour les clients de la région. Pour la maintenance de leurs bâtiments, ils ont également ouvert une fonderie. Ils distribuent leur farine par voie maritime à partir du port de Baltimore,.

#### George Ellicott et l'astronomie
Benjamin Banneker se rend régulièrement sur les installations des frères Ellicott et devient à partir de 1789 l'un de leurs familiers et sympathise plus particulièrement avec George Ellicott (en) le fils d'un des frères Ellicott. George Ellicott consacre ses loisirs à l'astronomie, notamment par l'observation du ciel à l'aide d'un télescope. Benjamin Banneker se passionne pour l'astronomie, aussi George Ellicott lui prête-t-il un télescope et de nombreux manuels et traités d'astronomie. Benjamin Banneker assimile tous ces nouveaux savoirs à un point qu'il signale une erreur de calcul de prévisions des éclipses de Lune et du Soleil au sein des éphémérides d'un almanach,.

#### La rencontre avec Andrew Ellicott et la topographie

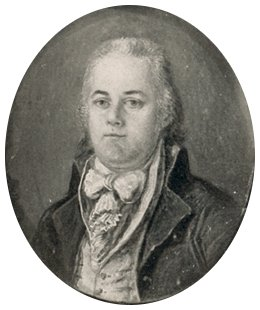
Médaillon d'Andrew Ellicott datant de 1799.

Au début de l'année 1791, les nouvelles compétences astronomique de Benjamin Banneker attirent l'attention de Andrew Ellicott (en), un géomètre et cartographe mandaté par le président George Washington pour réaliser un arpentage précis de la Virginie et du Maryland pour établir le site de la nouvelle capitale. Pour mener à bien sa mission, Andrew Ellicott a besoin d'un assistant, pour cela il rend visite à George Ellicott, ce dernier décline son offre car il se déclare incompétent en la matière et lui recommande son voisin et ami, Benjamin Banneker qui accepte le poste,.
C'est ainsi qu'en février 1791, Benjamin Banneker et Andrew Ellicott partent pour Alexandria dans l'État de la Virginie pour y établir une tente qui fait fonction d'observatoire temporaire. Ils y installent une horloge astronomique et tous les instruments nécessaires à l'accomplissement de leur mission, mission qui s'achève en avril 1792,.
Après avoir défini l'aire géographique de la nouvelle capitale, Benjamin Banneker reçoit la somme de 60 $, soit la somme de 2 $ par jour alors que Andrew Ellicott touchait la somme de 5 $ la journée et une indemnisation pour ses frais de logement et d'achats de matériel.

#### Publication et succès de l'almanach de Benjamin Banneker

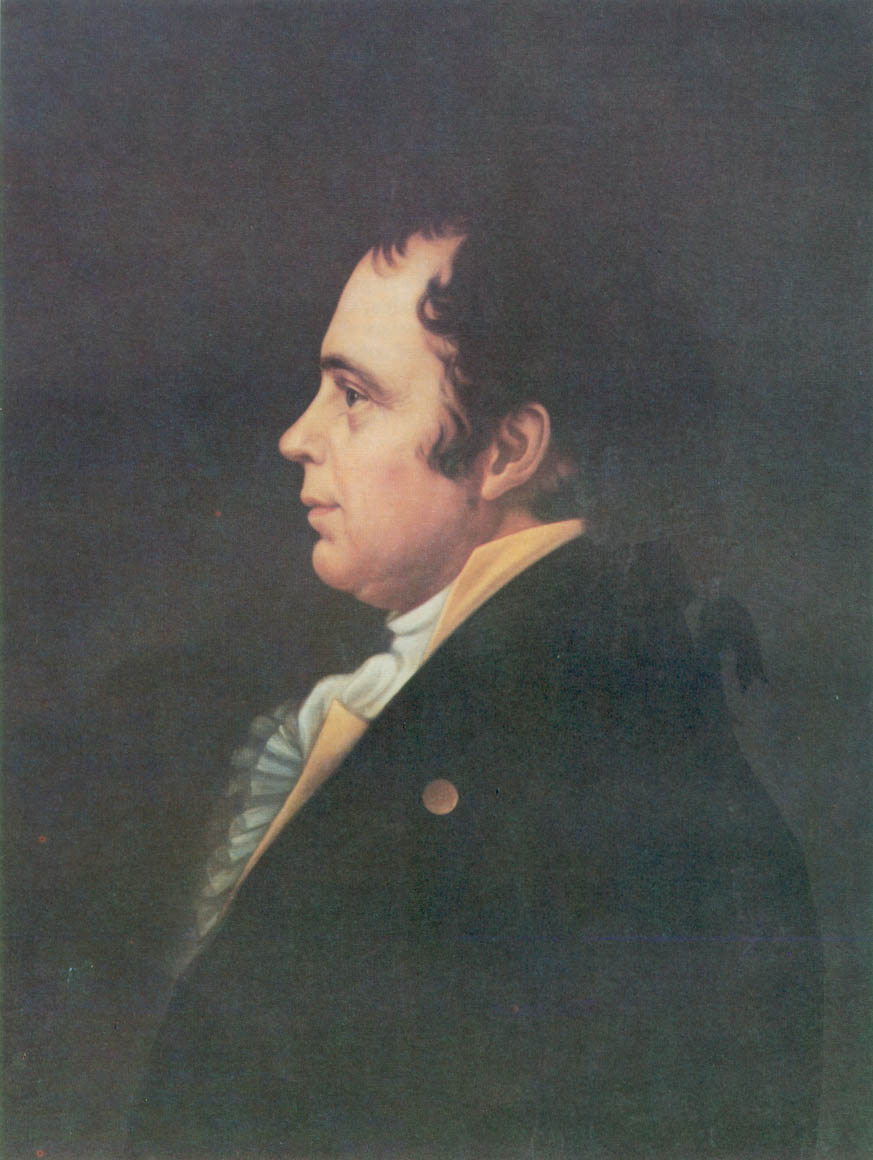
Portrait de James McHenry.

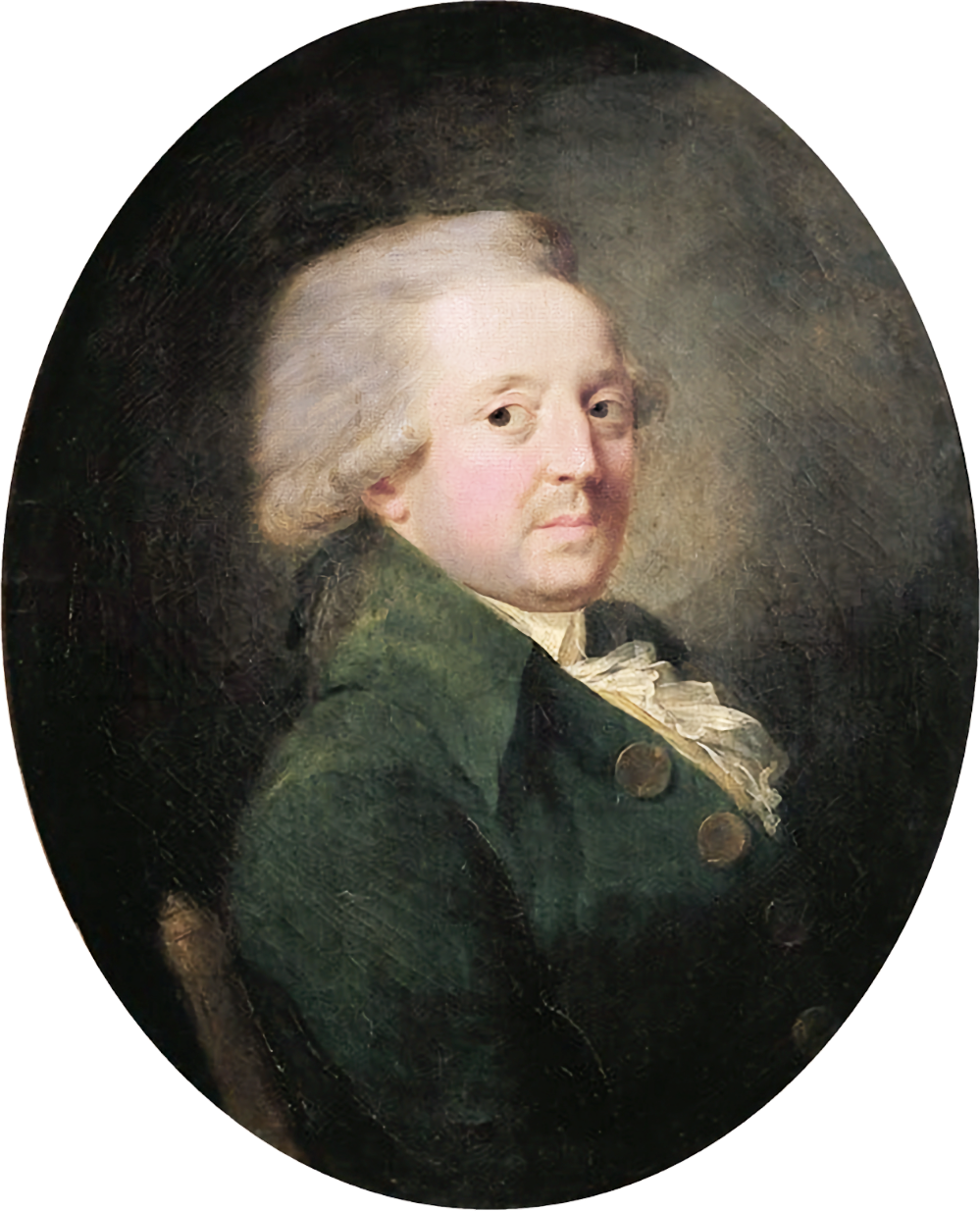
Portrait du marquis de Condorcet en médaillon.

##### Le premier almanach
De retour chez lui, Benjamin Banneker élabore et écrit, avec l'aide de George Ellicott, un almanach qui pour titre le Banneker's almanack, and ephemeris for the year of our Lord 1793, qui est édité et diffusé par l'imprimeur William Goddard (éditeur) (en) de Baltimore, une seconde édition est imprimée et diffusée par l'imprimeur William Young de Philadelphie. L'édition est précédée par une courte biographie de Benjamin Banneker écrite par le sénateur James McHenry.

##### Benjamin Banneker et Thomas Jefferson
Peu de temps avant la publication de son almanach, Benjamin Banneker envoie le manuscrit au secrétaire d'État, Thomas Jefferson, accompagné d'une lettre le pressant d'abolir l'esclavage et de reconnaître l'égalité des droits civiques entre Blancs et Noirs . Thomas Jefferson lui répond en écrivant « Personne ne souhaite plus que moi voir les preuves que vous présentez, que la nature a donné à vos frères noirs des talents égaux à ceux des hommes d'autres couleurs et que l'apparence d'en manquer est simplement due à la condition dégradée. de leurs conditions de vie »,.

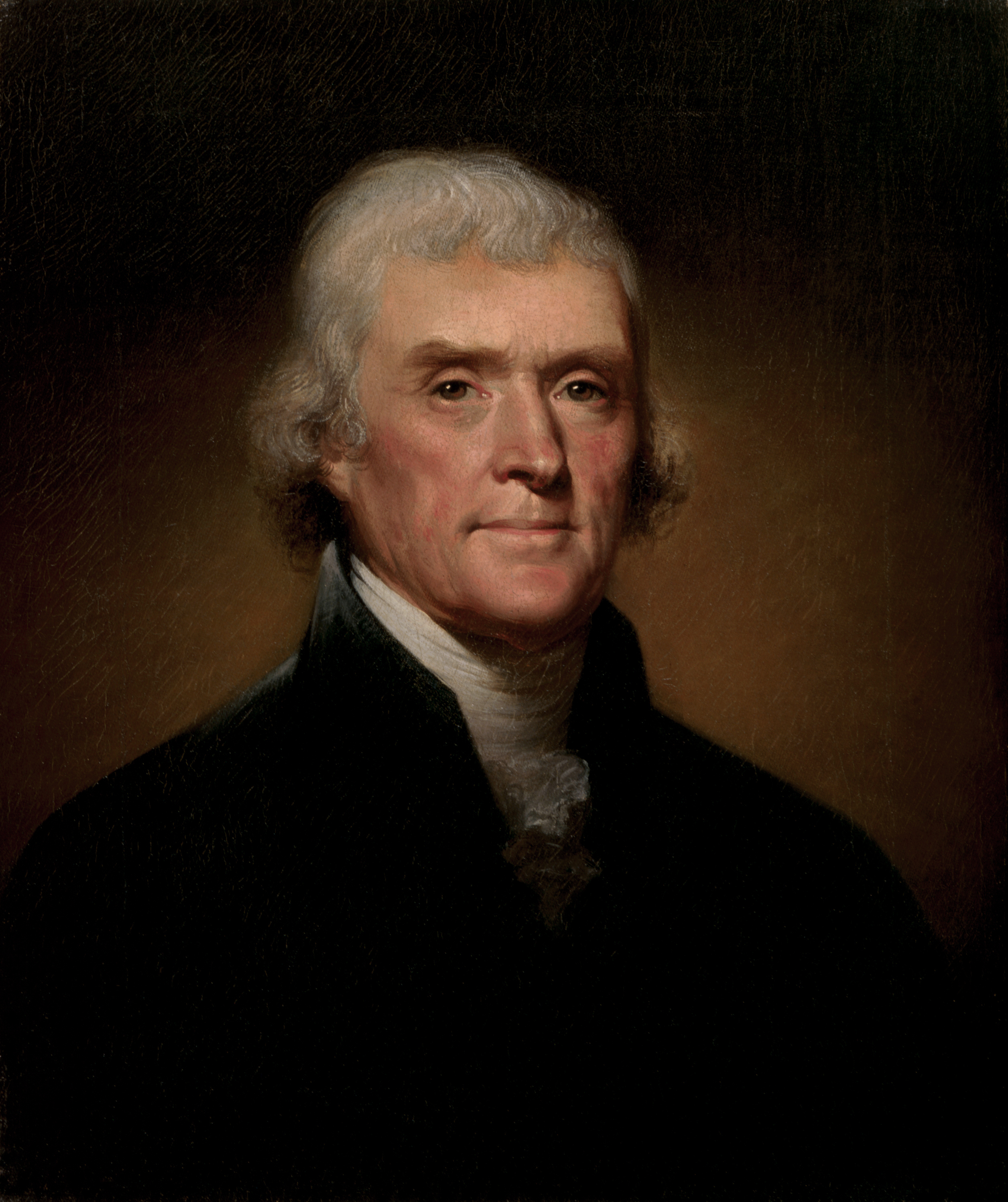
Portrait de Thomas Jefferson peint par Rembrandt Peale.

Cependant, Thomas Jefferson envoie le manuscrit de Benjamin Banneker au marquis de Condorcet accompagné d'une lettre dans laquelle il lui demande de présenter cet almanach à l'Académie royale des sciences comme un exemple de l'égalité des compétences entre les personnes de race différente. Malheureusement l'instabilité politique de la révolution française n'a pas permis cette communication scientifique,.
Cela dit la correspondance entre  Benjamin Banneker, fuite et devient un objet de pamphlet qui nuit à la candidature de Thomas Jefferson à l'élection présidentielle américaine de 1796 qu'il perd face à John Adams.

##### Un succès
Grâce aux soutiens des sociétés abolitionnistes de la Pennsylvanie et du Maryland, les éditions de l'almanach connaissent une forte vente,.
Encouragé par le succès des ventes de son premier almanach, Benjamin Banneker continue les calculs nécessaires à l'élaboration d'autres almanachs qui connaissent chacun le succès. Il publie un almanach pour chaque année jusqu'en 1804,.

#### Benjamin Banneker et la religion
Benjamin Banneker n'a jamais professé une foi particulière, ni une quelconque appartenance à une Église, cependant, il est profondément religieux, assistant à des offices de multiples Églises chrétiennes, il se rend à divers sermons publics tout en ayant une préférence envers les Quakers,.

### Vie privée

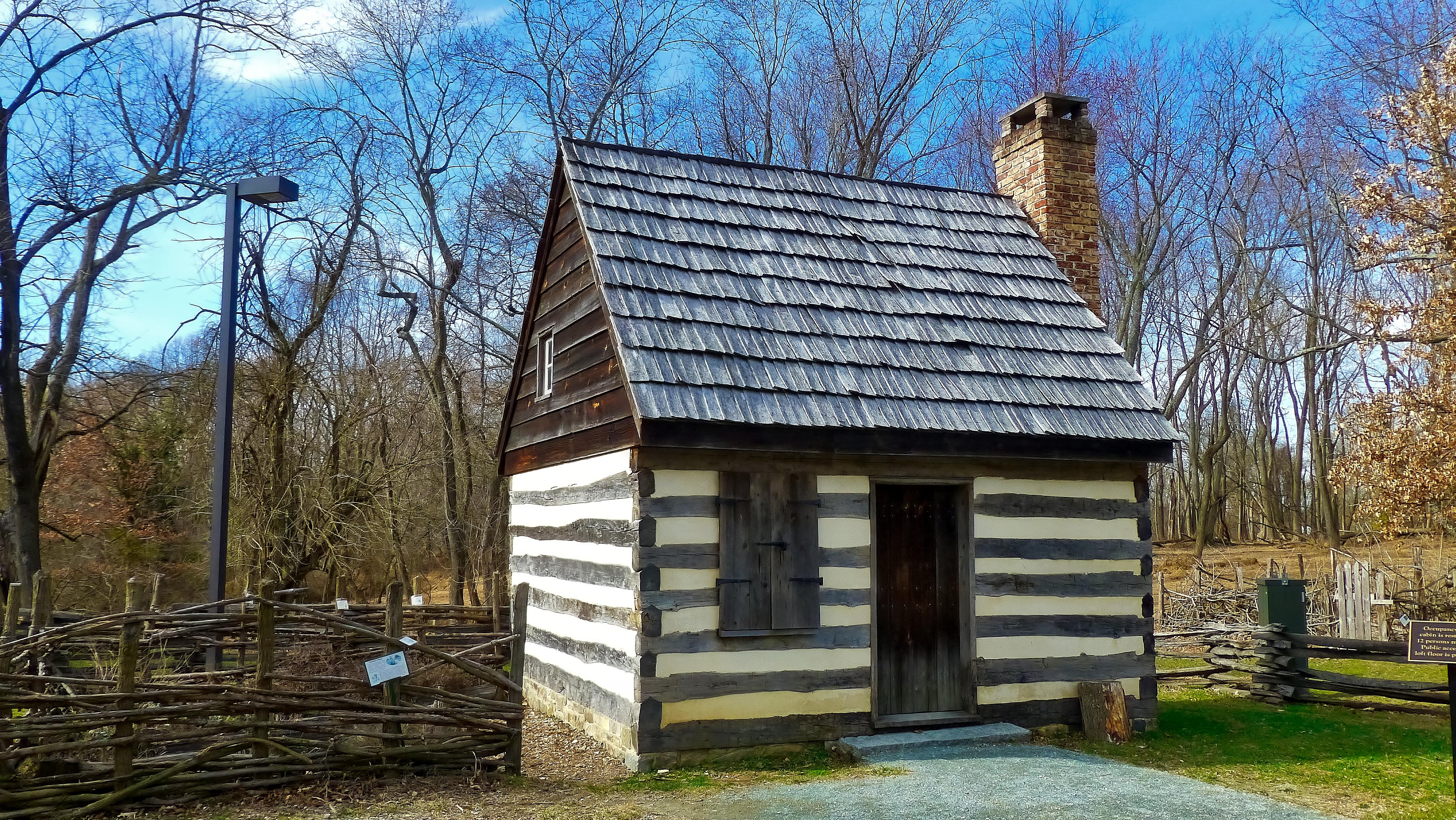
Reconstitution de la maison de Benjamin Banneker.

Benjamin Banneker ne s'est jamais marié, laissant à ses sœurs mariées la prise en charge de sa vie domestique. Il mène une vie solitaire avec pour seuls intérêts ses abeilles, son potager et l'astronomie.
Benjamin Banneker meurt le 19 octobre 1806 durant son sommeil, un mois avant l’anniversaire de ses 75 ans. L'ensemble de ses livres et instruments d'observation sont légués à George Ellicott. Après son enterrement dans le caveau familial, sa ferme est incendiée. Ne subsiste de lui quelques lettres, son journal de relevés astronomiques et des livres,.

## Héritage et histoire

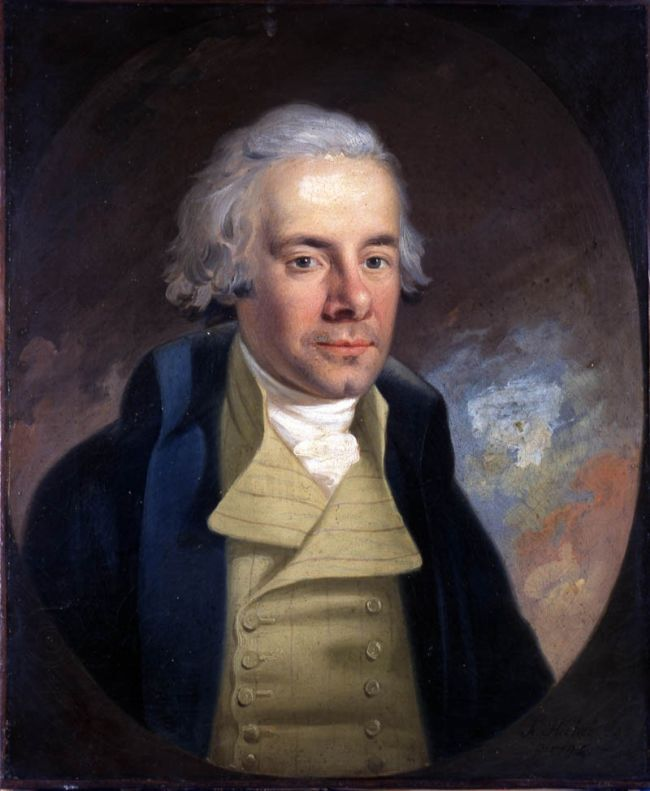
Portrait peint de William Wilberforce.

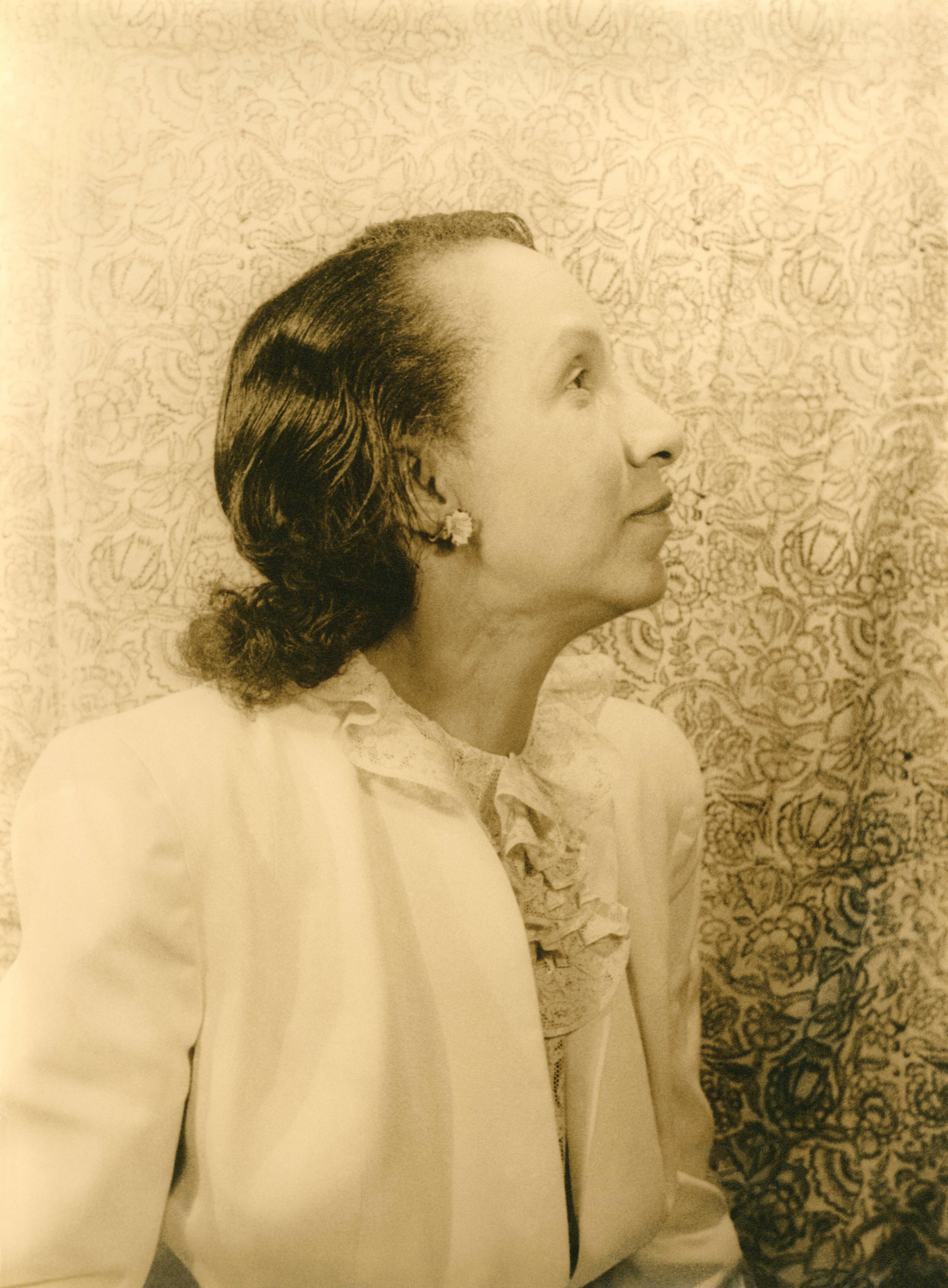
Portrait photographique de Shirley Graham Du Bois, réalisé par Carl Van Vechten.

Pendant longtemps la contribution de Benjamin Banneker aux sciences fut négligée, son statut d'homme libre était effacé car les Afro-Américains de son époque étaient majoritairement des esclaves. L'intérêt qu'il suscite actuellement remet en question l'historiographie et la culture américaine. Sa mémoire fut entretenue par les seuls historiens afro-américains et particulièrement par la Central State University de Wilberforce, bourgade qui doit son nom à l’abolitionniste William Wilberforce, université qui a nommé son bâtiment consacré aux études scientifiques le « Banneker Hall ».
Il faut attendre 1949 avec la parution du livre de Shirley Graham Du Bois, Your Most Humble Servant, pour qu'enfin soit éditée la première biographie de Benjamin Banneker.
La publication des almanachs de Benjamin Banneker fut l'objet d'études contemporaines les comparant à d'autres almanachs écrits par d'autres scientifiques, la comparaison fut en sa faveur et lui procura une renommée internationale.
Des fouilles archéologiques ont permis de mettre au jour les restes de la maison de Benjamin Banneker et divers artefacts.
Dans l'histoire des Afro-Américains, Benjamin Banneker est célébré comme le plus important, voire le premier scientifique afro-américain.

## Publication
- Banneker's almanack, and ephemeris for the year of our Lord 1793, Philadelphie, Pennsylvanie, Joseph Crukshank (réimpr. 1969, 1977) (1re éd. 1792), 44 p. (OCLC 166583896, lire en ligne),

## Hommages
La personnalité exceptionnelle de Benjamin Banneker et le peu de sources historiques sur lesquelles s'appuyer, font que s'est forgée une mythologie autour de lui, mais cela ne doit point diminuer les réalisations très réelles et remarquables de Benjamin et sa contribution tant scientifique que culturelle puis la forte symbolique qu'il apporta aux Afro-Américains.

### Lieux dédiés
Le 9 juin 1998 est inauguré à Oella, Maryland, un musée dédié à la mémoire et à l’œuvre de Benjamin Banneker, le Banneker Historical Park & Museum. Dans le parc est reconstitué la maison de Banneker, ainsi que la ferme où il a vécu,.
En 1875, est inauguré le Banneker-Douglass Museum (en) à Annapolis dans l'État du Maryland,.
Le Baltimore City Community College (en) possède un planétarium au nom de Banneker.
Divers établissements scolaires et universitaires du Maryland, de l'Alabama, de Washington D.C, du Missouri, du Tennessee, de l'Indiana, de la Floride, de la Louisiane, etc., portent le nom de Benjamin Benneker ou ont des bâtiments à son nom,,,,,,, ,,,.
La construction d'un mémorial en son honneur à Washington (district de Columbia) est en cours de gestation depuis 1995.

### Prix à son nom
- Benjamin Banneker Award,  décerné par l'Alabama A&M University (en), de  Huntsville, dans l'État de Alabama
- Benjamin Banneker Award, décerné par la Temple University College of Education, de Philadelphie, dans l'État de Pennsylvanie
- Benjamin Banneker Award for Excellence in Math and Science, décerné par la Metropolitan Buffalo Alliance of Black School Educators, de Buffalo, dans l'État de New York
- Benjamin Banneker Award for Outstanding Social Commitment and Community Initiatives, décerné par la section de l'American Planning Association (en) à Washington (district de Columbia.
- Benjamin Banneker Legacy Award, décerné par le Benjamin Banneker Institute for Science and Technology, de Washington (district de Columbia).

### Philatélie
Un timbre a été émis à son effigie.